# 魏可镁
魏可镁（1939年8月29日—2014年10月23日），男，出生于日本熊本县，祖籍福建福清，中华人民共和国化肥催化剂工程技术专家，曾担任中国工程院院士，福州大学教授、校长，化肥催化剂国家工程研究中心主任等职。
魏可镁在日本度过了人生的前5年，1944年底回到中国，在福州成长、就学，1965年毕业于福州大学化学系物理化学专业，1970年代起开始长期从事化肥工业氨合成催化剂、变换催化剂的研发，获得过全国杰出专业技术人才奖章、国家技术发明奖、科技进步奖、中国石油化工协会发明一等奖等多项国家级、省级奖项。2014年，魏可镁因劳累过度突发疾病去世，享年75岁。魏可镁与张孤梅、卢嘉锡被誉为是福州大学“三种精神”的代表人物，魏可镁代表“勇于拼搏的奉献精神”。

## 生平

### 早年及求学生涯

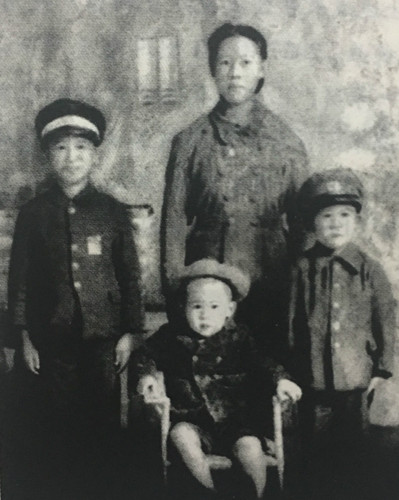
1942年，魏可镁与他的哥哥和姐姐在日本的合影。坐在藤椅上的是魏可镁

1939年8月，魏可镁在今熊本县人吉市出生。魏可镁父亲在日本打工将近30年，受中日交战的影响，他们家在日本饱受民族歧视，他的哥哥甚至在学校被同学侮辱，不堪屈辱的魏可镁一家最终决定于1944年年底回到了中国上海。在上海待了三年后，魏可镁一家已无法维持在上海的生活，举家迁往福州，在福州也仅仅待了两年便因生活所迫回到了老家大扁岛。中华人民共和国成立后，魏可镁一家在1952年土地改革运动期间被评定为贫农，并分到了土地。十几岁的魏可镁在家中帮助父亲干农活，还经常帮助土改工作队跑腿送信、抄写表格，工作队的马队长数次建议魏可镁的父亲送他去读书。
随家人到福州后，魏可镁先是于民国36年（1947年）在福州小桥第四中心小学入学并读了三年书，后因家庭贫困而被迫辍学。3年后魏可镁被给予了重新入学的机会，并跳级就读五年级，翌年，成绩优异的魏可镁加入了中国共青团。小学毕业后，魏可镁考入平潭第一中学，并在初中时保送高中就读。在高三时，魏可镁加入了中国共产党。1960年，高中毕业的魏可镁考入福州大学化学系（今化学学院）物理化学专业，师从卢嘉锡教授，1965年自福州大学毕业后，魏可镁因表现较为出色而被允许留校担任助教工作。

### 合成氨催化剂的研发
1972年，魏可镁担任福州大学高活性氨合成催化剂项目课题组负责人。氨是人造化肥的工业基础，在全球范围内，每年施用的氨多达1.1亿吨，而作为一个农业大国，中华人民共和国的合成氨产量与需求量在全球高居第一，魏可镁团队的工作即为从事这种福州大学史无前例的催化剂研究任务。1973年，福州的一家化工厂花了数十万元人民币修建了氨合成催化剂车间，囿于1700℃熔炼催化剂的高温炉、高压活性测试装置等设备的缺乏，以及出产自安徽的原材料运输成本过高的困境，魏可镁决定通过其他替代方法来进行催化剂的相关研究，例如使用电焊机代替高温炉、自己设计加工高温炉、深入福建各地去探访出产铁矿的矿区等。
魏可镁团队在解决了各项问题后，在可能产生毒性气体的实验室中进行了1000多天的生产与测试工作，在熔炼与测试的过程中，团队成员一度遇到过毒气泄露、锅炉爆炸的事故。在历时8年、先后熔炼了200多个催化剂样品后，魏可镁团队最终成功研制出了高活性A110-3（铁系）氨合成催化剂，作为利用福建省铁沙资源出产、技术水平处于世界前列的新催化剂，A110-3型氨合成催化剂填补了中国大陆相关催化剂缺失的空白，在国内各大制氨工厂广受欢迎，并于1983年获得中华人民共和国国家技术发明三等奖。在福州大学内，魏可镁于1978年担任讲师，1986年升任副教授。

### 赴日访学
1987年，魏可镁通过了中国大陆的日语统考，并被派往日本筑波科學城的工业技术院化学技术研究所进行为期一年的访问研究。当时的日本科学界对中国人评价不高，魏可镁时常能感受到日本学者对他的歧视态度。直到某次日本学者们在非贵重金属合成含氧化物制造方法的研究实验中屡屡碰壁，魏可镁提出了他的解决方案并在不断实验中得以成功。而在对此项目申报专利时，研究所把独完成立设计与实验的魏可镁的名字排在了较为后面的位置，将他的地址写成“日本化学技术研究所内魏可镁”，魏可镁遂提出抗议，坚持要求把自己的地址改为“中华人民共和国福州大学魏可镁”，并最终以此地址申报了专利。在此事发生后，日本学者对魏可镁的态度发生了改变。在日本访学的一年间，魏可镁共发表了三篇文章和一项专利，在拒绝了日本科研人员的挽留及英国ICI公司的邀请后，访学结束的魏可镁回到了中国大陆。

### 回国后的科研生涯

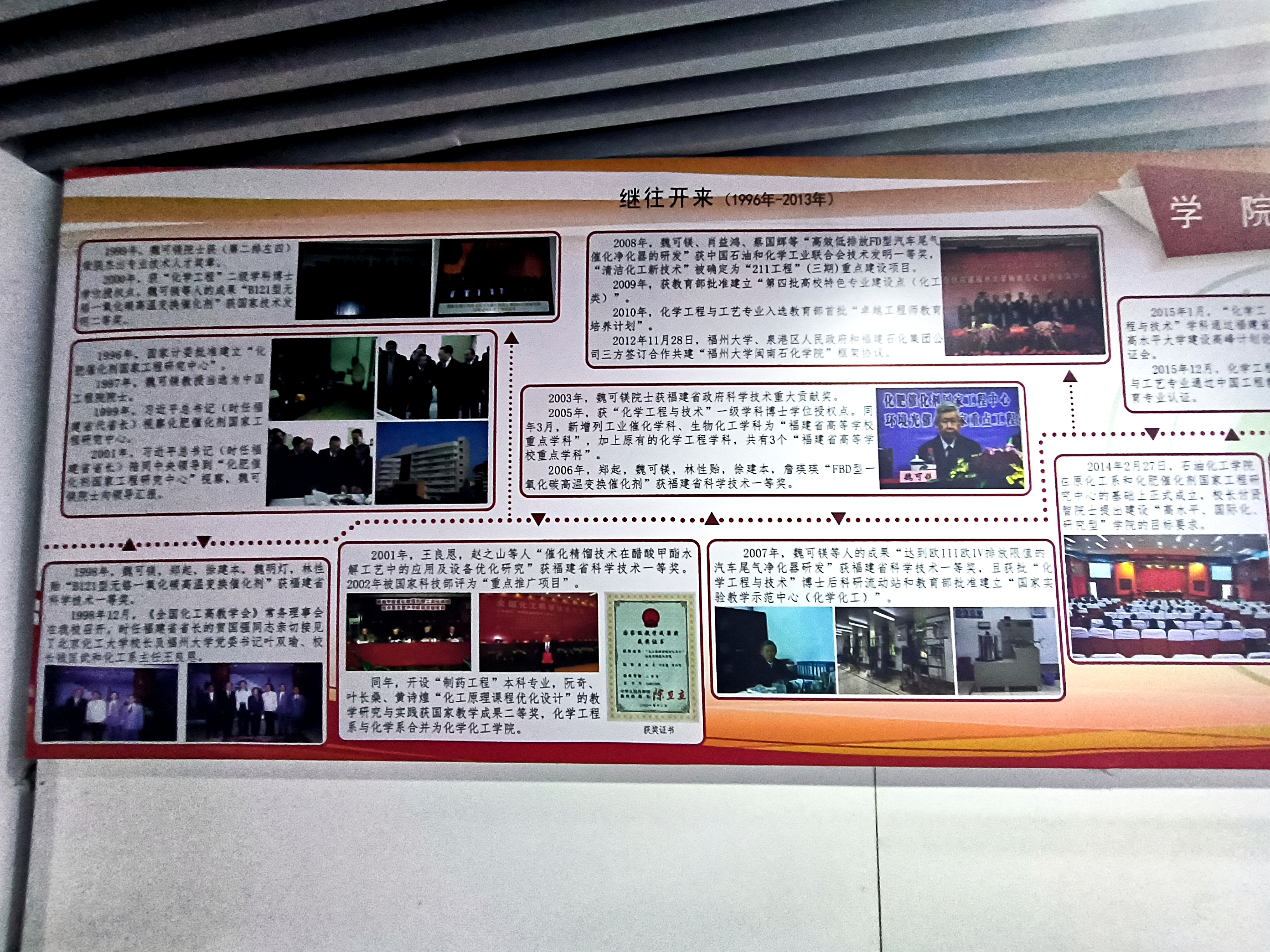
福州大学化工学院内1996年—2013年院史的展览，其中大部分板块的历史内容都提到了魏可镁

魏可镁回国后，在福州大学继续科研、教书育人，培养了一批新的相关领域的青年科研学者，1988年升任福州大学教授、副校长。在1980年代至1990年代的十几年间，魏可镁团队先后研发出A201、B116、A202、B121、FA401等多种类型的合成氨催化剂，在中国大陆合成氨产业的成本效益、环境保护等领域做出了突出贡献，获得了多项国家级、省级奖项。1995年，中华人民共和国政府决定投资5356万元人民币，用以在福州市建设化肥催化剂国家工程研究中心（亦是中华人民共和国化肥行业唯一的国家级工程中心），并委任魏可镁主持筹建。1996年开始，魏可镁开始致力于研究汽车尾气催化净化器和第二代氨合成钌催化剂，并在接下来的数年间取得了一些突破性的进展。1997年，魏可镁当选中国工程院院士，也是福州大学历史上的第一位院士。1999年，魏可镁接替钱匡武担任福州大学校长，同年，化肥催化剂国家工程研究中心正式竣工，魏可镁自1996年起便担任研究中心主任一职。
1995年8月初，魏可镁每隔一周会从鼻孔里发现一块带血丝的东西，在身为医生的妻子的催促下，魏可镁于9月初到福建省立医院检查，被告知确诊了鳞状鼻咽癌。魏可镁为了坚持主持自己的三个科研课题，以及迎接10月前来访问的日本长崎大学工学院院长，只能早上去医院接受放射治療，下午回实验室继续工作。在罹患疾病期间，魏可镁接受了7200伦琴的射线治疗，体重减少了5公斤，出现了口干、味觉丧失、记忆消退等症状，但魏可镁仍然坚持工作，接待日本访问学者时用面膜遮盖了放疗留下的痕迹。
21世纪初，魏可镁率领团队先后研发出了针对大型合成氨厂用的新一代钌基氨合成催化剂和高压耐硫变换催化剂，以及达到欧盟5级排放标准的FD型汽车尾气催化净化器，是国内打破外企垄断的重要研究成果之一。

### 社会职务
在福州大学以及化肥催化剂国家工程研究中心之外，魏可镁在中华人民共和国国内还担任多项职务，1998年—2008年间担任第九届、第十届全国人民代表大会代表，2001年当选中国共产党福建省委员会委员；魏可镁作为日本归国华侨，也参与侨务工作，他曾任中国侨联委员、世界福清同乡联谊会常务副主席等侨务职务，在担任人大代表期间提出过维护归侨侨眷和海外侨胞的权益、以及侨法执法检查相关的议案。此外，魏可镁另有担任教育部学部委员会委员，中国化工学会化肥分委会副理事长、理事长，福建省人民政府顾问等职务。

### 晚年
2014年10月22日，魏可镁因劳累过度，突发脑梗塞、心脏骤停并紧急送医抢救，但最终因抢救无效，于23日凌晨1时30分在福州逝世，享年75岁。在去世的前一天，魏可镁还在参加中国工程院化工、冶金与材料学部第十届学术会议。

## 身后及评价

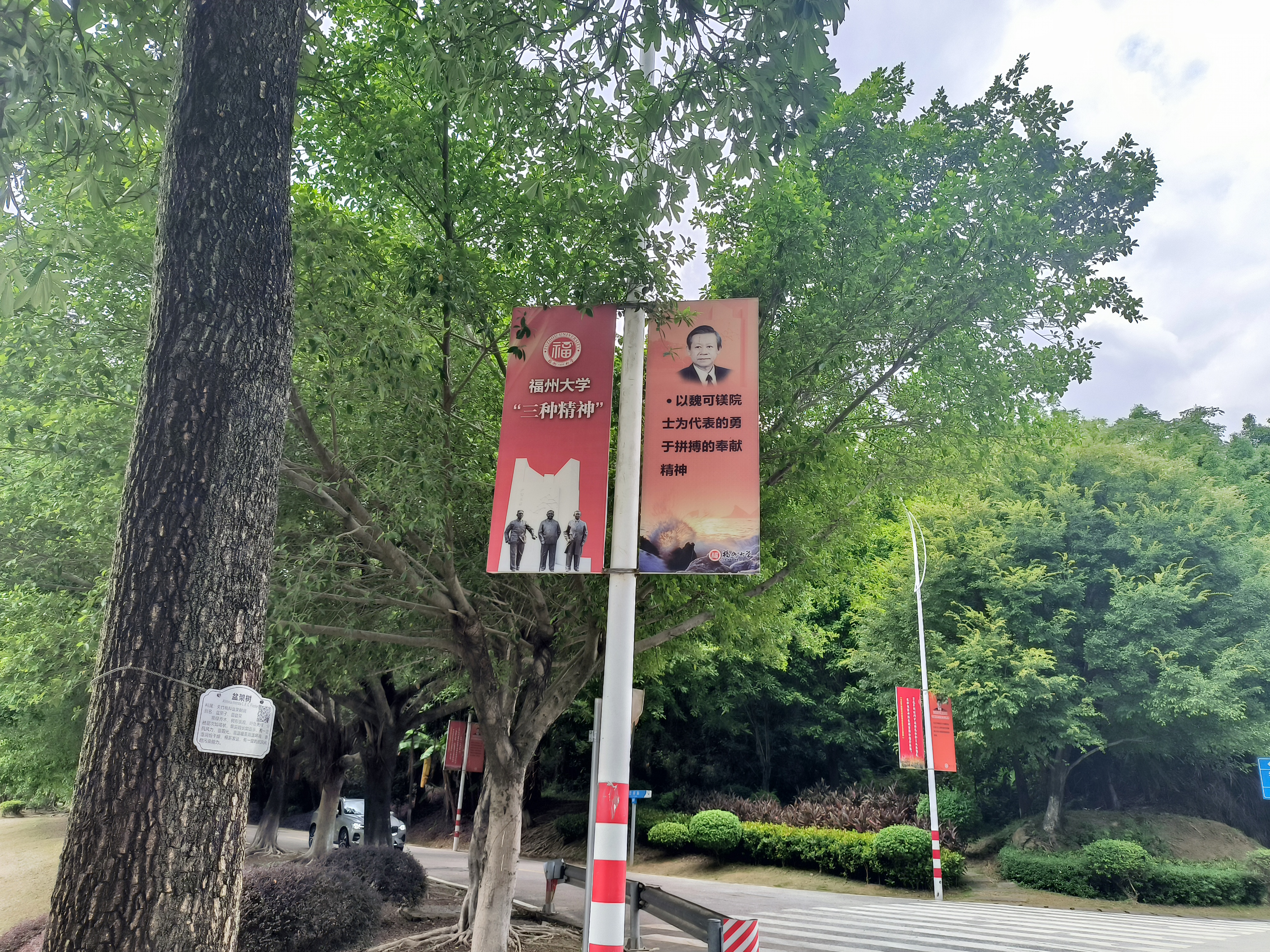
福州大学校内的魏可镁精神宣传标语

魏可镁病逝后，遗体告别仪式于2014年10月27日在福州市殡仪馆举行，福州大学在10月31日为他举行了追思会。2015年，福州大学决定为魏可镁、张孤梅和卢嘉锡竖立塑像。
中国工程院评价魏可镁“教书育人四十余载，培养了大批优秀人才，为党的教育事业、科技事业呕心沥血，奉献了毕生精力”，其治学精神与品格“是我国科技教育界的光辉典范”，魏可镁的逝世则是中国大陆“化学化工科学与教育界、福州大学的重大损失”。福州大学将“以魏可镁院士为代表的勇于拼搏的奉献精神”列入其“三种精神”之一，并给予了魏可镁高度的评价，认为魏可镁“热爱祖国”、“善于实践教学，注重言传身教”，且“一生光明磊落，严于律己，宽以待人，深受学术界同行敬佩和学生们爱戴”。

## 家庭
魏可镁的父亲出生在福建省福清县大扁岛上的牛鼻村（今属福清市三山镇鳌峰行政村），1910年代，25岁的魏可镁父亲随人自马尾港前往日本打工以养家糊口，并在日本生下了魏可镁。魏可镁有1个姐姐和2个哥哥。魏可镁的妻子是林恒英，两人育有一女魏峥。

## 学术成果与荣誉

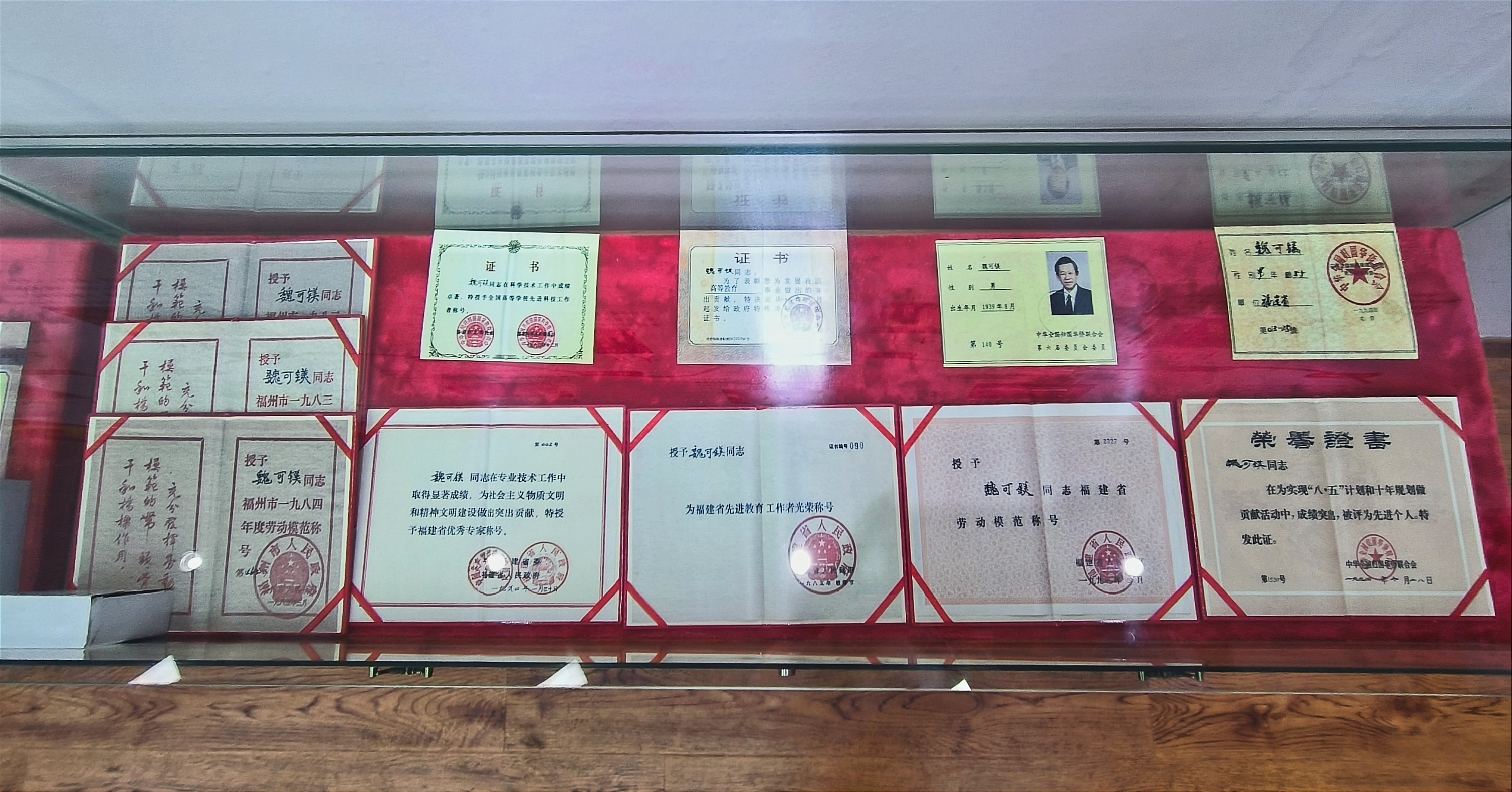
魏可镁获得的荣誉证书和部分社会职务证件

自1980年代起，魏可镁及其科研团队先后获得诸多省市、国家级学术、社会荣誉，社会荣誉包括劳动模范、先进科技工作者、归国华侨先进个人、全国杰出专业技术人才奖章等。学术荣誉则在其研究领域的成果中得以体现：

### 合成氨催化剂
除1983年获得国家技术发明奖的A110-3型氨合成催化剂外，魏可镁团队研发的A201型（铁钴系）低温高活性氨合成催化剂亦于1985年获得国家技术发明三等奖，并被中华人民共和国科学技术委员会列入500项重大科技成果之一。此后，魏可镁团队在1991年研制出了小颗粒含钴催化剂，该催化剂使中国大陆不再依赖英国进口的铁钴催化剂；1994年，团队研发的A202型催化剂在1994年—1995年投产期间就新增了5亿元人民币的产值，纯利润达1.28亿元，国家科委因此于1995年将A202型催化剂列入科技结果重点推广项目，翌年，A202型催化剂获国家科技进步三等奖、福建省王丹萍科学技术三等奖。此后，团队又研制出了吨成本低于A202型催化剂约3000元的FA401型催化剂，在山东、湖北等催化剂厂推广生产。
为解决当时铁铬系催化剂致癌风险的问题，魏可镁团队亦有向低铬、无铬催化剂的方向进行研究，团队于1994年研制出了B116型低铬中温变换催化剂，将铬含量从一般催化剂中的6%—15%降低到了2%，1997年，魏可镁团队研制出了B121型无铬高变催化剂，彻底在催化剂中清除了铬的存在，比先前问世的B112型催化剂的吨成本降低了约750元人民币。1998年，B121型催化剂获得了福建省科学技术进步一等奖，2000年又获得了国家技术发明二等奖。
在21世纪，魏可镁带领团队研发了针对大型合成氨厂用的新一代钌基氨合成催化剂和高压耐硫变换催化剂，2014年魏可镁去世时，这两项催化剂尚在实施工业实验，在此后的几年中，这些催化剂也获得了省级奖项。

### 汽车尾气催化剂
1999年5月，魏可镁团队研发的汽车尾气催化剂经天津汽车研究所的检测评估后，确认其效力达到欧盟2级排放标准。其后，魏可镁团队研发的汽车尾气催化净化器逐级达到欧盟的3级、4级以及5级标准，2006年FBD型一氧化碳高变催化剂获福建省科学技术一等奖，翌年团队的“达到欧III欧IV排放限值的汽车尾气净化器研发”项目再次得到相同奖项，2008年，魏可镁团队的“高效低排放FD型汽车尾气催化净化器的研发”项目及“汽车尾气三元催化剂及其制备方法”项目分别获得中国石油和化学工业科学技术发明一等奖和中国专利优秀奖。